# Liujiaxia-Talsperre
Die Liujiaxia-Talsperre (chinesisch 劉家峽水壩 / 刘家峡水坝, Pinyin Liújiāxiá Shuǐba) ist eine größere Talsperre in China am mittleren Oberlauf des Gelben Flusses, die diesen zum Liujiaxia-Stausee aufstaut. Der Stausee wird wegen der Bingling-Tempel am Nordufer auch Bingling-(=Zehntausend Buddhas)-See genannt. Die Staumauer und das Wasserkraftwerk stehen in der chinesischen Provinz Gansu im Autonomen Bezirk Linxia bei der Stadt Yongjing. 1,5 km flussaufwärts mündet der Fluss Tao in den Gelben Fluss. 
Das Absperrbauwerk ist eine 147 m hohe und 204 m lange Gewichtsstaumauer. Die Gesamt-Kronenlänge von 840 m setzt sich aus mehreren Einzelbauwerken zusammen, darin sind auch beidseitige Hilfsmauern und -dämme eingeschlossen.
Das Wasserkraftwerk, das 1225 MW produziert, war das erste große chinesische Wasserkraftwerk mit mehr als 1000 MW. Es wurde mit sowjetischer Hilfe geplant.
Es hat fünf Francis-Turbinen mit Generatoren, die dreimal 225 MW, einmal 250 MW und einmal 300 MW leisten, zusammen 1225 MW. Anderen Angaben zufolge sind es 1160 MW. Die Bauarbeiten begannen am 27. September 1958 und der Einstau im Oktober 1968. Inbetriebnahme war am 1. April 1969. Die fünfte und letzte Turbine wurde erst am 5. Dezember 1974 in Betrieb genommen.
Der Stausee dient folgenden Zwecken: Hochwasserschutz, Bewässerung, Eiskontrolle, Leistungssteigerung um 50 % der unterhalb gelegenen Wasserkraftwerke
- Yanguoxia (36° 3′ 33″ N, 103° 16′ 22″ O),
- Bapanxia (36° 8′ 16″ N, 103° 24′ 31″ O) und
- Qingtongxia (37° 53′ 4″ N, 105° 59′ 27″ O),

Wasserversorgung, Fischerei, Schiffbarkeit, Freizeiterholung.